# Patrik Klüft
Patrik Klüft (z domu Kristiansson, ur. 3 czerwca 1977) – szwedzki lekkoatleta, tyczkarz, dwukrotny olimpijczyk (2000, 2004).
Jest mężem słynnej szwedzkiej wieloboistki, Caroliny Klüft.

## Sukcesy
- srebrny medal Mistrzostw Świata Juniorów w Lekkoatletyce (Sydney 1996)
- srebro Halowych Mistrzostw Europy w Lekkoatletyce (Wiedeń 2002)
- 4. miejsce w Mistrzostwach Europy w Lekkoatletyce (Monachium 2002)
- brązowy medal Mistrzostw Świata w Lekkoatletyce (Paryż 2003)
- 3. miejsce w Halowym Pucharze Europy w Lekkoatletyce (Lipsk 2004)
- 4. miejsce podczas Halowych Mistrzostw Świata w Lekkoatletyce (Budapeszt 2004)
- 2. miejsce na Superlidze Pucharu Europy (Bydgoszcz 2004)
- 4 złote medale mistrzostw Szwecji (1998, 2001, 2002 oraz 2003)

## Rekordy życiowe
- Skok o tyczce - 5,85 (2002 & 2003)